# Gymnoscelis exangulata
Gymnoscelis exangulata är en fjärilsart som beskrevs av W. Warren 1907. Gymnoscelis exangulata ingår i släktet Gymnoscelis och familjen mätare. Inga underarter finns listade i Catalogue of Life.